# فوينتي ألامو دي مرسية
بلدية فوينتي ألامو دي مرسية (بالإسبانية: Fuente Álamo de Murcia) هي بلدية تقع في منطقة مرسية جنوب شرق إسبانيا.

## الديموغرافيا
بلغ عدد سكان بلدية فوينتي ألامو دي مرسية 15.873 نسمة عام 2011 (وفقاً للمعهد الوطني الإسباني للإحصاء).
| 9.046 | 9.606 | 11.866 | 13.942 | 14.400 | 14.876 | 15.873 |